# Paulo Amaral
Paulo Lima Amaral (* 18. Oktober 1923 in Rio de Janeiro, Brasilien; † 1. Mai 2008 ebenda) war ein brasilianischer Fußballspieler und -trainer.
Nach einer kurzen Spielerkarriere in den 1940er Jahren mit Flamengo Rio de Janeiro und Botafogo FR war er bei den Weltmeisterschaften 1958 und 1962 im Trainerstab Brasiliens. Sein größter persönlicher Erfolg war aber die brasilianische Meisterschaft mit dem Fluminense FC 1970 als Trainer. Trainerstationen in Europa waren unter anderem der Juventus Turin und der FC Porto.

## Karriere
Paulo Amaral spielte während seiner relativ kurzen Karriere als Fußballprofi in Rio de Janeiro als Verteidiger von 1942 und 1945 bei CR Flamengo und von 1946 bis 1948 bei Botafogo FR.
Noch 1948 nahm er eine Ausbildung als Sportlehrer auf und schloss schließlich 1953 ein Trainerdiplom ab. Danach wurde er zunächst Konditionstrainer und später Trainer der Reserve. Später war er im Trainerstab der brasilianischen Nationalmannschaft. Amaral war der erste Konditionstrainer (preparador físico) der Seleção und beim Gewinn der Weltmeistertitel 1958 in Schweden und 1962 in Chile dabei.
Anschließend verließ Amaral das brasilianische Nationalteam und verlegte seine Tätigkeit nach Europa. Hier trainierte er Juventus Turin, wo er 1963 Vizemeister wurde, aber im Oktober 1963, am 5. Spieltag der darauffolgenden Saison, entlassen wurde.
Anfang 1964 war er bei Corinthians São Paulo, ehe er zu Saisonbeginn 1964/65 in Italien bei CFC Genua anheuerte. Nach schlechtem Start – fünf Niederlagen stand nur ein magerer 1:0-Sieg gegenüber – wurde er aber bereits nach dem achten Spieltag wieder entsorgt.
Zurück in Brasilien trainierte er 1966 Atlético Mineiro und von 1967 bis 1968 den EC Bahia. 1970 feierte er den größten Erfolg seiner Karriere, als er den Fluminense FC als Außenseiter zum Gewinn der Torneio Roberto Gomes Pedrosa, einem als Vorläufer der Brasilianischen Meisterschaft angesehenen Wettbewerb, führte. 1971 trainierte er CR Vasco da Gama, ehe er noch im selben Jahr wieder in Europa den FC Porto übernahm, bei dem er bis 1972 blieb und nur einen enttäuschenden 5. Platz erreichte.
Weitere Trainerstationen Botafogo FR, die Nationalmannschaft von Paraguay, der America FC in Rio de Janeiro, den Clube do Remo im nordostbrasilianischen Belém und der al-Hilal FC in Riad, wo er 1978 seine Laufbahn beendete.
Nachdem er 2006 noch vom brasilianischen Verband für seinen Beitrag zu den Erfolgen der Nationalmannschaft geehrt wurde verstarb er 2008 an seinem Wohnort in Copacabana, Rio de Janeiro im Alter von 84 Jahren an Krebs.